# خوزه مانوئل پرز (بازیکن فوتبال)
خوزه مانوئل پرز (انگلیسی: José Manuel Pérez؛ زادهٔ ۲۴ مهٔ ۱۹۸۵) بازیکن فوتبال اهل اسپانیا است.